# Natanebi
Natanebi (georgiska: ნატანები) är ett vattendrag i Georgien. Det ligger i den västra delen av landet, 250 km väster om huvudstaden Tbilisi. Natanebi mynnar i Svarta havet.